# Max Schmid (Politiker)
Max Schmid (* 1905; † nach 1970) war ein deutscher Kommunalpolitiker.

## Werdegang
Schmid war als Stabsintendant tätig. Im Juni 1948 wurde er vom Kreistag zum Landrat des oberbayerischen Landkreises Laufen gewählt. Bei den Kommunalwahlen 1952, 1958 und 1964 wurde er im Amt bestätigt. Er blieb bis 1970 im Amt.
Schmid wurde 1967 zum Ehrenbürger der Stadt Laufen ernannt.